# Gleaner Manufacturing Company
Gleaner Manufacturing Company je ameriški proizvajalec kombajnov. Začetki podjetja segajo v leto 1923, ko sta brata Baldwin iz Kansasa zasnovala zmogljive in sposobne samovozne kombajne. Ime Gleaner naj bi izbrali po sliki Paberkovalke (Les Glaneuses, angleško The Gleaners), ki jo je naslikal Jean-François Millet leta 1857. Kasneje je Gleaner postal divizija podjetja Allis-Chalmers, danes pa je divizija od podjetja AGCO, se pa še naprej uporablja blagovno znamko Gleaner. 
Gleaner je bil prvi v industriji, ki je uporabil auger za transport žita, prvi je tudi zasnoval poseben cilinder za mlatenje žita in je bil med prvimi, ki je uporabil turbodizelske motorje.

## Galerija
- Gleaner kombajn je bil v proizvodnji v letih 1922−1927
- 965 Gleaner E
- AGCO Gleaner